# Paramutação
Em Epigenética, uma paramutação é um tipo de mutação que consiste na alteração de um alelo ao interagir com o outro. Esta mutação é especialmente verificada em plantas.